# Helena Mihaljević
Helena Mihaljević (auch: Mihaljević-Brandt; * 5. März 1982 in Sarajevo) ist eine Mathematikerin mit Forschungsschwerpunkten unter anderem auf statistischer Datenanalyse und angewandtem maschinellen Lernen. Seit Mitte 2018 hat sie die Professur für Data Science und Analytics an der Hochschule für Technik und Wirtschaft Berlin inne.

## Leben
Mihaljević wurde 1982 in Sarajevo geboren und kam 1993 während des Bosnienkriegs mit ihren Eltern nach Deutschland, wo sie nach dem Besuch der Hauptschule in Schloss Holte-Stukenbrock auf das Niklas-Luhman-Gymnasium in Oerlinghausen wechselte und im Jahr 2000 ihr Abitur ablegte. Ein Studium der Mathematik mit den Nebenfächern Genetik und Molekular-Biologie in Göttingen schloss sie 2006 mit dem Diplom ab. Bei ihrem Doktorvater Lasse Rempe an der Universität Liverpool promovierte sie 2009 mit einer Arbeit über das Thema topologischer Dynamik ganzer transzendenter Funktionen. Nach ihrer Rückkehr nach Deutschland war sie bis 2011 als wissenschaftliche Mitarbeiterin am mathematischen Seminar der Universität Kiel tätig.
Ihren Schwerpunkt auf Data Science und Projektarbeit fand sie 2011 bis 2014 während ihrer Arbeit u. a. als stellvertretende Abteilungsleiterin am FIZ Karlsruhe – Leibniz-Institut für Informationsinfrastruktur, Abteilung Mathematik und Informatik. Nach vier Jahren als Senior Data Scientist in der freien Wirtschaft bei einem Big-Data- und Cloud-Dienstleister in Berlin erfolgte 2018 der Ruf als Professorin für Data Science an das interdisziplinäre Einstein Center Digital Future (ECDF) an der Hochschule für Technik und Wirtschaft Berlin.
In dem interdisziplinären Projekt Gender Gap in Science des Internationalen Wissenschaftsrats arbeitet Mihaljević mithilfe von maschinellem Lernen am Verständnis des Gender Gaps in der Forschung und an den Lehrstühlen von MINT-Fächern. Sie ist Mitglied des Executive Comittee leitet hierbei den Teilbereich der datengetriebenen Analyse von Publikationsmustern, untersucht also, inwieweit das Publikationsverhalten als ein wichtiger Faktor wissenschaftlicher Laufbahnen sich auf die Unterrepräsentation von Frauen – trotz steigender Absolventinnenzahlen – auswirkt. An ihrem Lehrstuhl, der zum Teil von den Berliner Verkehrsbetrieben finanziert wird, plant sie Kooperationen innerhalb und außerhalb des ECDF, unter anderem mit städtischer Infrastruktur und Bewegungs- und Nutzungsdaten städtischer Verkehrsmittel. Die Deutsche Mathematiker-Vereinigung wählte sie und ihre Kollegin Lucía Santamaría in ihrem Blog als „Mathemacherinnen der Monate November und Dezember 2018“ aus.

## Publikationen (Auswahl)
- mit Olaf Teschke: Journal profiles and beyond: what makes a mathematics journal “general”? In: European Mathematical Society Newsletter. Band 91. European Mathematical Society (EMS) Publishing House, 2014, ISSN 1027-488X, S. 55–56.
- Topological dynamics of transcendental entire functions. Liverpool 2009.
- mit Lucía Santamaría: Comparison and benchmark of name-to-gender inference services. In: PeerJ Computer Science. Band 4, 2018, doi:10.7717/peerj-cs.156.
- mit Lucía Santamaría, M. Tullney: The Effect of Gender in the Publication Patterns in Mathematics. In: PLOS ONE. Band 11(10), 2016, doi:10.1371/journal.pone.0165367.